# Mondego
Il Mondego è un fiume del Portogallo.
Con una lunghezza di 234 chilometri, è il fiume più lungo tra quelli il cui corso si svolge interamente nel territorio portoghese ed è il quinto più lungo considerando anche gli altri fiumi che attraversano il Portogallo ma le cui sorgenti si trovano fuori dal territorio portoghese.
La sorgente del fiume si trova a 1425 metri sul livello del mare nella Serra da Estrela, nel comune di Gouveia e sfocia nell'Oceano Atlantico, vicino alla città di Figueira da Foz. Lungo il suo corso attraversa la città di Coimbra.

## Aspetti fisici e naturali

### Il corso del fiume

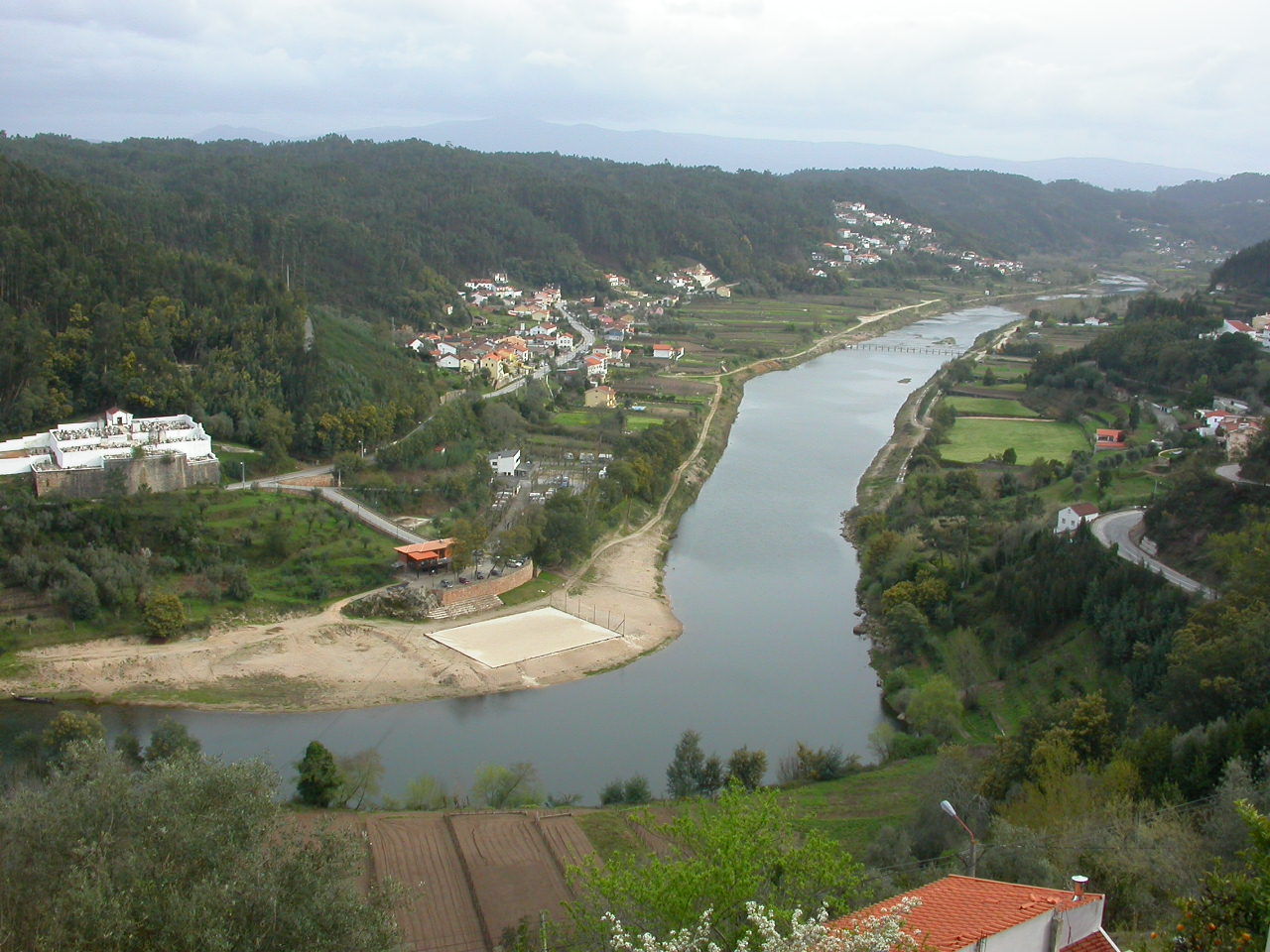
Fiume Mondego in Penacova, Portogallo

Nel suo percorso iniziale il fiume attraversa la Serra da Estrela, da sud-ovest a nord-est, attraverso le contee di Gouveia e Guarda. Vicino alla città di Vila Cortês do Mondego raggiunge una quota sotto i 450 metri. A questo punto si dirige prima a nord-ovest e poi nell'area di Celorico da Beira a sud-ovest. Qui inizia il suo corso medio, lungo le alture di Beira. Dopo aver attraversato Fornos de Algodres il fiume Mondego segna il confine tra i quartieri di Viseu a nord e Guarda e Coimbra a nel sud. In prossimità di Coimbra il fiume inizia il suo corso inferiore, che è costituito dagli ultimi quaranta chilometri del suo percorso. In questa ultima fase, passa attraverso una vasta pianura alluvionale, per poi sfociare nell'Oceano Atlantico con un estuario di circa 25 km di lunghezza e 3,5 km² di ampiezza.

### Il bacino
Gran parte del percorso fino a Coimbra (detto Alto Mondego) avviene attraverso una valle formata di rocce metamorfiche e granitiche. La sezione terminale (nota come Basso Mondego), circa 40 km, attraversa una pianura alluvionale molto fertile. Il bacino del fiume ha una piovosità media annua di 1233 mm e un flusso medio annuo di 108,3 m³ / s. Il bacino del fiume viene utilizzato per numerosi usi idraulici.

## Ecologia
Per quanto riguarda la qualità dell'acqua per la vita acquatica si distinguono due zone principali:
- La sezione superiore del fiume, con buoni livelli di qualità delle acque, fornisce il mantenimento delle comunità biologiche acquatiche con caratteristiche simili a uno stato incontaminato
- La sezione inferiore invece presenta un netto peggioramento della qualità dell'acqua.

Alcune delle specie identificate in questo bacino sono di particolare importanza dal punto di vista del commercio, comprese le alose (Alosa alosa), le cheppie (Alosa fallax), le lamprede (Petromyzon marinus) e le trote (Salmo trutta fario). La costruzione del sistema di dighe lungo il fiume costituisce un ostacolo al passaggio delle specie migratorie. Una specie endemica di questa zona della Penisola Iberica presente nel Mondego è il bordallo.
Per quanto riguarda lo stato di conservazione della vegetazione riparia, risulta che solo un terzo della lunghezza totale del fiume può essere considerata ben conservata. Tra i principali fattori di disturbo, degrado e la distruzione di acquatiche e terrestri sono: lo sviluppo urbano e industriale, lo sviluppo agricolo, costruzione di dighe, l'estrazione illegale di sabbia, il tempo libero, attività ricreative, le attività forestali, incendi boschivi, invasione di specie esotiche, caccia e pesca.
Sulla sezione del Basso Mondego sorgono foreste di pioppi, olmi e salici, di cui la più importante, è il Choupal National Forest, alla periferia di Coimbra. Nell'estuario è comune osservare specie come: germano reale (Anas platyrhynchos), la cicogna bianca (Ciconia ciconia), il comune-fenicottero (Phoenicopterus roseus), il gabbiano reale (Larus argentatus), la Taylor (Recurvirostra avosetta), il cavaliere d'Italia (Himantopus himantopus). Per la sua importanza ecologica come una zona umida per la nidificazione e/o di alimentazione di numerose specie di uccelli acquatici, l'estuario del fiume Mondego è stato classificato come sito di Convenzione di Ramsar, un habitat di importanza internazionale, non solo per queste specie di uccelli, ma anche per presenza di specie di pesci migratori, come la lampreda e molti altri.

## Aspetti umani
Origine del nome
I Romani chiamavano Munda il fiume Mondego. Munda significa trasparenza, chiarezza e purezza. In quei tempi le sue acque erano così. Per tutto il Medioevo, il fiume ha continuato a chiamarsi Munda.
Trasporti e turismo
A Coimbra c'è una barca turistica che permette di fare una breve crociera sul fiume, fra il Parco Dr. Manuel Braga. Su una distanza di pochi chilometri, si possono anche osservare i cambiamenti che sono stati su entrambe le sponde del Mondego.
Nell'estuario, vicino a Figueira da Foz, c'è un piccolo porto turistico per imbarcazioni da diporto.
Sfruttare l'energia

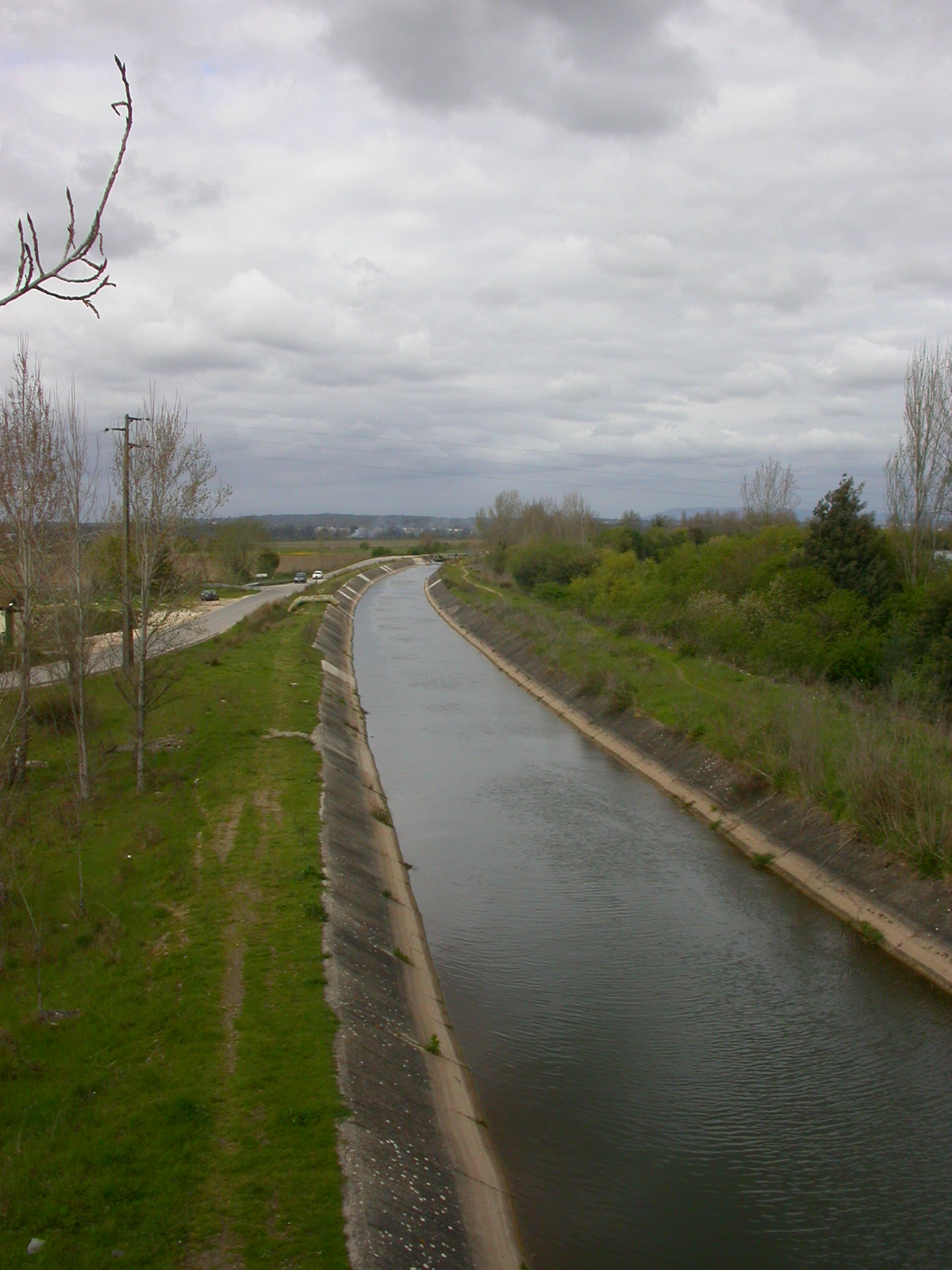
Canale di irrigazione e drenaggio

Il bacino del Mondego presenta una enorme varietà di usi dell'acqua, molto importante per lo sviluppo economico della regione, compresa l'agricoltura, l'industria, la produzione di elettricità e di acqua pubblica in tutto il bacino. Questa molteplicità di utenti, ha la necessità di attuare un modello di gestione integrata delle risorse idriche del bacino, dove assume grande importanza per definire un quadro giuridico e istituzionale per la creazione di un organismo per la gestione dell'utilizzo dell'acqua. Il bacino del fiume Mondego è uno dei bacini portoghesi con un maggiore impiego delle risorse idriche, soprattutto nel settore agricolo e idroelettrico, che evidenzia il sistema che produce una media annua di 360 GWh, che regola i volumi di acqua per l'approvvigionamento pubblico in alcune contee del Basso Mondego e l'irrigazione del Basso Mondego.
Attraversamenti

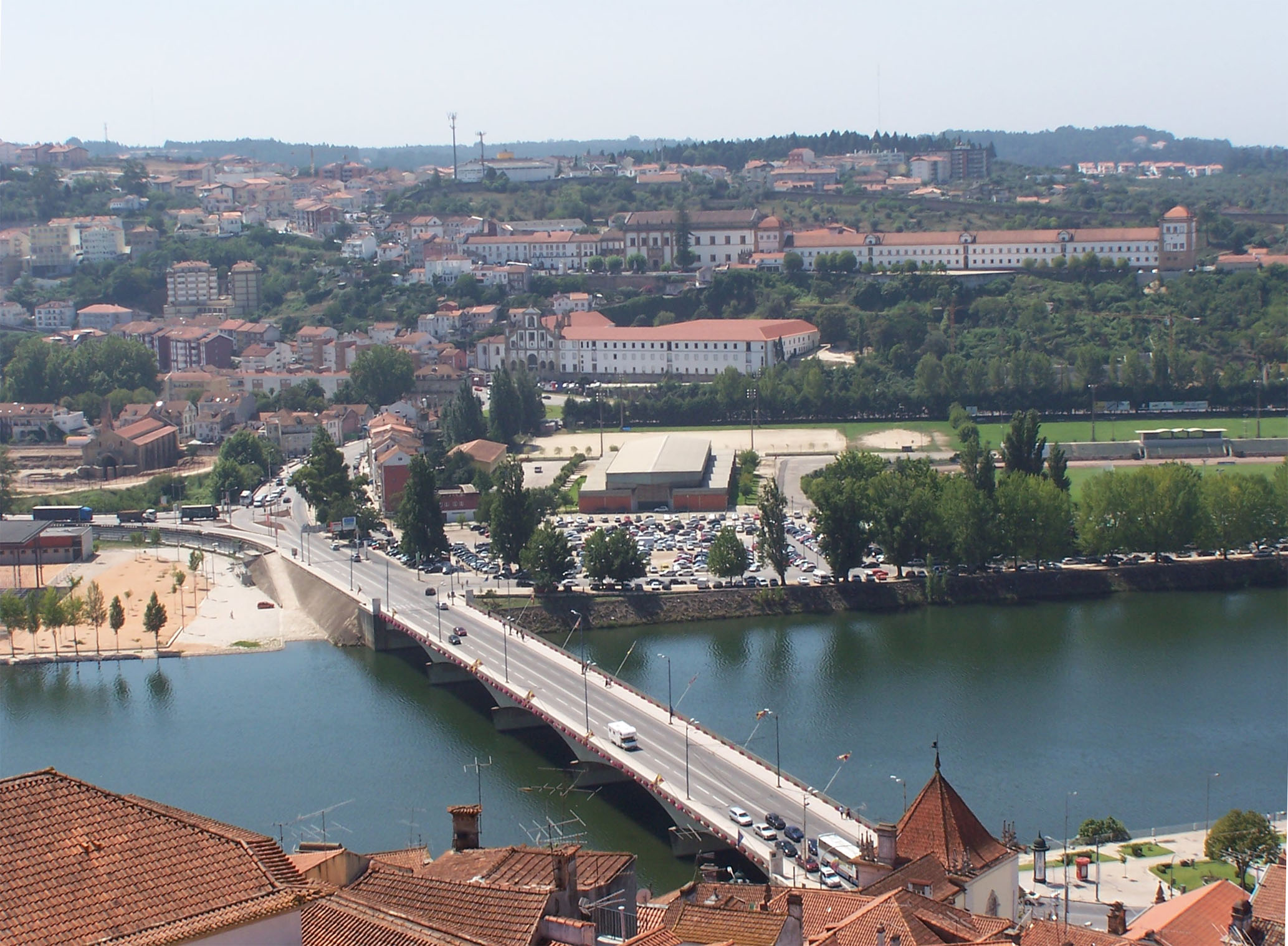
Ponte sul Mondego, Coimbra, Portogallo

Il fiume è attraversato da strade e numerosi ponti ferroviari. Data la sua dimensione e importanza, si evidenzia il ponte di Caldas Felgueira (tra le contee di Nelas e Oliveira), il ponte Penacova, i ponti di Portela, di Santa Clara e Weir (tutti a Coimbra), il ponte Montemor-o-Velho, la A17 e il ponte di Edgar Cardoso (a Figueira da Foz).

## Sport
Nelle acque del fiume vengono organizzate prove di diversi sport acquatici come vela, canottaggio e canoa (nell'estuario, vicino a Figueira da Foz).

## Cultura
Letteratura
Non è sicuro che Luís de Camões abbia studiato a Coimbra, ma sembra inconfutabile che vivesse in quella città nei giorni della sua giovinezza.
Doces e claras águas do Mondego,
Doce repouso de minha lembrança
Onde a comprida e pérfida esperança
Longo tempo após si me trouxe cego.
(…)
Mas a alma, que de cá vos acompanha,
Nas asas do ligeiro pensamento
Pera vós, águas, voa, e em vós se banha
Molto più tardi nel XIX secolo, il riferimento del fiume è una costante nella poesia di Antonio Nobre.
Un altro poeta di Coimbra, Eugênio de Castro, esclamò:
Pára, Mondego! Pára, não prossigas,
Prateado rio, não caminhes para o mar;
Ouve da minha boca as palavras amigas,
Que te podem salvar! […]